# Veillonellales
Ordre
Les Veillonellales forment un ordre de bactéries de la classe Negativicutes dans le phylum Bacillota.

## Taxonomie
Le nom correct complet (avec auteur) de ce taxon est Veillonellales Campbell et al. 2015.
Le genre type est : Veillonella Prévot 1933.

### Étymologie
L'étymologie du nom de cet ordre Veillonellales est la suivante : Veil.lo.nel.la’les. N.L. fem. dim. n. Veillonella, genre type de l'ordre; L. fem. pl. n. suff. -ales, suffixe pour définir un ordre; N.L. fem. pl. n. Veillonellales,l'ordre dont le type nomenclatural est le genre Veillonella.

### Liste des familles
Selon LPSN (8 juillet 2023), l'ordre des Veillonellales ne comprend actuellement qu'une seule famille :
- Veillonellaceae Rogosa 1971